# Eric Christian Olsen
Eric Christian Olsen (ur. 31 maja 1977 w Eugene) – amerykański aktor i producent telewizyjny i filmowy, znany z takich filmów jak To nie jest kolejna komedia dla kretynów czy Gorąca laska.

## Życiorys

### Wczesne lata
Urodził się w Eugene w stanie Oregon jako syn bezdenominacyjnej kapelanki szpitalnej Jeanne (z domu Donstad) i Paula V. Olsena, profesora języka angielskiego i szefa wyścigów cross-country w Augustana College w Rock Island. Swoje dzieciństwo spędził w Bettenford w stanie Iowa. Ukończył Bettenford High School, gdzie zaczął interesować się sportem i językiem japońskim. Występował z lokalną grupą improwizującą ComedySportz. Ukończył Pepperdine University na wydziale sztuk wyzwolonych.

### Kariera
Swoją karierę rozpoczął występując w reklamach. Po przybyciu do Kalifornii wziął udział w serialu Fox Beyond Belief: Fact or Fiction (1997) z Jamesem Brolinem, Daphne Ashbrook i Jimem Metzlerem oraz telewizyjnym dreszczowcu HBO Daniela Caruso Desperacki pościg (Black Cat Run, 1998) z Amelią Heinle, Patrickiem Muldoonem i Peterem Greene. Jego pierwszą główną rolę był Artie / Król Artur w telewizyjnym filmie przygodowo-familijnym fantasy Niezwykła przygoda króla Artura (Arthur's Quest, 1999) u boku Catherine Oxenberg, Alexandry Paul, Zacha Galligana i Briona Jamesa. Wkrótce potem trafił do serialu NBC Ostry dyżur (ER, 1999) jako umierający na skutek oparzeń Travis Michell.
W kolejnych latach wystąpił w tak wielkich produkcjach jak – Pearl Harbour (2001) i To nie jest kolejna komedia dla kretynów (2001).
Po jednym z nieudanych castingów Olsen kupił sobie deskę surfingową i szybko zakochał się w surfingu. W dramacie Pamiętne lato (2001) otrzymał szansę ukazania swoich umiejętności w surfowaniu. Rozgłos przyniosła mu także Gorąca laska (2002), w której wcielił się w postać Jake’a, a zaraz potem rola Lloyda Christmasa w komedii Głupi i głupszy 2: Kiedy Harry poznał Lloyda (2003). W 2010 przyjął rolę detektywa Marty’ego Deeksa w serialu Agenci NCIS: Los Angeles.

## Filmografia

### Filmy fabularne
- Desperacki pościg (Black Cat Run, TV 1998)
- Niezwykła przygoda króla Artura (TV, 1999) jako Artie
- Pearl Harbour (2001) jako Gurnner
- Ruling Class (2001) jako Bill Olszewski
- To nie jest kolejna komedia dla kretynów (2001) jako Austin
- Pamiętne lato (2001) jako Randy Dobson
- Gorąca laska (2002) jako Jake
- Mean People Suck (2003) jako Nicki
- Głupi i głupszy 2: Kiedy Harry poznał Lloyda (2003) jako Lloyd Christmas
- The 100 Scariest Movie Moments (2003) jako Eric Christian Olsen
- Mojave (2004) jako Josh
- Komórka (2004) jako Chad
- The Loop (2006) jako Sully
- Przyjaciele (2006) jako Kenny
- Licencja na miłość (License to Wed, 2007) jako Carlisle
- I wszystko lśni (2008) jako Randy Clever
- Eagle Eye (2008) jako Craig Bolston
- Ale czad! (2009) Nick Brady
- Sześć żon i jeden pogrzeb (2009) jako Lloyd Wiggins
- Plan B (2010) jako Clive Bennett
- Coś (2011) jako Adam Finch

### Seriale TV
- Ostry dyżur (ER, 1999) jako Travis Michell
- Luzik Guzik (1999–2000) jako Cameron Green
- Tajemnice Smallville (2001) jako młody Harry Bolston
- 24 godziny (2002) jako John Mason
- Prawdziwe powołanie (2005) jako Jensen Ritchie
- Agenci NCIS: Los Angeles (2010–2023) jako detektyw Marty Deeks